# Winifred Horan
Winifred Horan is een Amerikaans violiste, geboren in New York. Haar vader was ook in New York geboren maar opgevoed in Arklow, County Wicklow, Ierland, waar ook haar moeder vandaan komt. Horan leerde als kind al piano spelen maar stapte wat later over op de viool. Haar vader speelde ook piano en was trompettist in een jazzorkest. Haar eerste lerares was Maureen Glynn die in Brooklyn woonde. Na verschillende privélessen te hebben gehad ging zij naar het New England Conservatory of Music.
Na verschillende omzwervingen kwam zij terecht bij de groep Cherish the Ladies waar zij Eileen Ivers verving en daar vier jaar speelde voor zij in 1996 een van de oprichters werd van de Folkband Solas waarbij zij nu al tien als violiste meedoet. Tussentijds werkte zij aan diverse albums mee.

## Discografie
- Sparrow Point - 1992
- Back Door – 1993
- Eileen Ivers – 1994
- When Juniper Sleeps – 1996
- The Irish Isle – 1996
- Eilleen Ivers Collection – 1997
- Just One Wish – 2002
- Red-Luck – 2003
- An Ocean's Breadth - 2003 (met Mick McAuley)
- Serenade - 2005 (met Mick McAuley)

Met Folkband Solas
- Solas – 1996
- Sunny Spells And Scattered Showers – 1997
- The Words That Remain – 1998
- The Hour Before Dawn – 2000
- The Edge of Silence  - 2002
- Another Day – 2003
- Waiting For An Echo – 2005
- Reunion - A Decade of Solas (CD/DVD) - 2006

- Library of Congress Control Number: n2009016912
- MusicBrainz: eb8478dd-3df9-4a69-8d25-dbb49c837e64
- Virtual International Authority File: 83490037
- WorldCat: E39PBJpjjmddJdVwJBhtFftBT3